# The Whispers (série télévisée)
Pour les articles homonymes, voir Whisper.
The Whispers ou Whispers est une série télévisée américaine en treize épisodes de 42 minutes créée par Soo Hugh et diffusée entre le 1er juin et le 31 août 2015 sur le réseau ABC.
En Belgique, la série a été diffusée du 31 janvier au 6 mars 2016 sur la RTL-TVI, en France du 9 février au 15 mars 2016 sur 6ter et en Suisse du 6 août au 21 août 2016 sur RTS Un. Cependant, elle reste inédite au Québec.

## Synopsis
Les restes d'un avion militaire américain, disparu trois mois auparavant lors d'une mission de reconnaissance dans le cercle arctique, sont retrouvés à 6 500 km, dans le désert du Sahara. L'avion, qui se trouve pris dans une gigantesque masse de fulgurite dont la formation ne parait pas naturelle, semble ne jamais avoir touché le sol mais avoir été déchiqueté dans les airs. Il n'y a aucune trace du pilote.
Entre-temps, dans les environs de Washington D.C., des enfants sont poussés par une force invisible à commettre des actes meurtriers sur leur entourage. Un « ami invisible » les guide dans, ce qui pour eux, est un jeu qu’ils doivent maintenir secret car les adultes ne pourraient pas comprendre. Claire Bennigan (Lily Rabe), un agent du FBI spécialiste de l’enfance, reprend du service après un long arrêt à la suite du décès de son mari dans un accident d’avion. Elle et l’agent Jossup Rollins (Derek Webster) sont chargés de mener l’enquête, sans se douter que la course contre une invasion extraterrestre vient de commencer…

## Distribution

### Acteurs principaux
- Lily Rabe (VF : Hélène Bizot) : Claire Bennigan
- Barry Sloane (VF : Axel Kiener) : Wes Lawrence
- Milo Ventimiglia (VF : Rémi Bichet) : Sean Bennigan
- Derek Webster (VF : Frantz Confiac) : Jessup Rollins
- Kristen Connolly (VF : Sybille Tureau) : Lena Lawrence, femme de Wes
- Kylie Rogers (VF : Bianca Tomassian) : Minx Lawrence
- Kyle Harrison Breitkopf (VF : Victor Biavan) : Henry Bennigan
- Catalina Denis (VF : Anne Tilloy) : Dr Maria Benavidez

### Acteurs récurrents
- Abby Ryder Fortson : Harper Weil
- Autumn Reeser (VF : Fily Keita) : Amanda Weil
- Jamison Jones : Harrison Weil
- Alan Ruck (VF : Laurent Morteau) : Alex Myers, directeur exécutif du FBI
- Dee Wallace (VF : Sylvie Genty) : Willie Starling, mère de Claire
- David Andrews : Secretary of Defense Frommer
- Kayden Magnuson : Cassandra Winters
- Martin Cummins (VF : Maurice Decoster) : Président Chad Winters
- Olivia Dewhurst : Kelly

### Invités
- Melinda Page Hamilton (VF : Brigitte Virtudes) : Mme Bellings

 Source et légende : version française (VF) sur RS Doublage et DSD

## Production
Le 23 janvier 2014, le réseau ABC commande officiellement le pilote (anciennement intitulé The Visitors) avec Soo Hugh, à l'écriture.
Le 8 mai 2014, le réseau ABC annonce officiellement après le visionnage du pilote, la commande du projet de série,.
Lors des Upfronts en mai 2014, ABC annonce la diffusion de la série à la mi-saison 2015.
Le 8 avril 2015, ABC annonce la date diffusion au 1er juin 2015.
Le 22 octobre 2015, la série est annulée.

### Casting
Les rôles ont été attribués dans cet ordre : Derek Webster, Milo Ventimiglia, Barry Sloane, Catalina Denis, Kyle Harrison Breitkopf, Lily Rabe, Brianna Brown (Lena) et Kylie Rogers. En juillet 2014, Kristen Connolly reprend le rôle principal de Lena,.
Parmi les rôles récurrents : Dee Wallace et David Andrews.

### Tournage
Le pilote a été tourné, à Los Angeles en Californie aux États-Unis. Ensuite, à partir du deuxième épisode, le tournage s'effectue à Vancouver, au Canada.

### Fiche technique
- Titre original : The Whispers
- Créateur : Soo Hugh
- Réalisation : Charles Beeson, P.J. Pesce, Holly Dale et Mark Romanek
- Scénario : Soo Hugh
- Direction artistique : Giovanna Ottobre-Melton
- Décors : Michael S. Bolton
- Costumes :
- Photographie : Adam Suschitzky
- Montage : Jack Colwell, Anthony Pinker et Fred Peterson
- Musique : Robert Duncan
- Casting :
- Production exécutive : Justin Falvey, Darryl Frank, Soo Hugh et Dawn Parouse
- Société de production : ABC Studios, Amblin Television et Grady Girl Productions
- Sociétés de distribution : ABC
- Pays d'origine :  États-Unis
- Langue originale : anglais
- Format : couleur - 1,78:1 - son Dolby Digital
- Genre : Drame
- Durée : 42 minutes

 Sauf indication contraire, les informations mentionnées dans cette section peuvent être confirmées par la base de données cinématographiques IMDb,  présente dans la section « Liens externes ».

## Épisodes
1. Un ami qui vous veut du mal (X Marks the Spot)
2. Jeux de vilains (Hide & Seek)
3. Déjà vu (Collision)
4. X : le repère (Meltdown)
5. En profondeur (What Lies Beneath)
6. Nourritures terrestres (The Archer)
7. La Solution finale (Whatever It Takes)
8. Mission impossible (The Hollow Man)
9. Le dibbouk (Broken Child)
10. Blackout (Darkest Fears)
11. Orion (Homesick)
12. Brille, petite étoile (Traveller in the Dark)
13. Game Over (Game Over)

## Audiences

### Aux États-Unis
L'épisode pilote diffusé le lundi 1er juin 2015 s'effectue devant 5,66 millions de téléspectateurs avec un taux de 1,5 % sur les 18/49 ans, qui est la cible fétiche des annonceurs, soit un démarrage honorable pour une série diffusée en période estivale.